# 文昌学宫
文昌学宫，即文昌县学，位于海南省文昌市文城镇文东路20号，始建于北宋庆历年间，明洪武八年（1375年）迁至今址重建，后多次修葺。学宫的孔庙建筑群坐西朝东，建筑面积3300平方米，包括礼门、义路、棂星门、状元桥、泮池、大成门、大成殿、崇圣祠、东西两庑、忠义孝悌祠、节孝祠、名宦祠、乡贤祠等建筑；大成殿为重檐歇山顶，面阔五开间20.2米，进深三开间13.4米，高13.7米；崇圣祠为单檐硬山顶，面阔三开间；各建筑的雕刻、彩绘精美。学宫除孔庙建筑群外，尚有文昌宫、明伦堂、蔚文书院及尊经阁4处建筑群。1994年11月2日公布为第一批海南省文物保护单位。2013年3月5日公布为第七批全国重点文物保护单位。2018年2月，被评为国家3A级旅游景区。